# Benedikt Hebel
Pour les articles homonymes, voir Hebel.
Benedikt Hebel (né le 31 mars 1865 à Westerheim et mort le 26 février 1922 à Augsbourg) est un prêtre catholique romain et député du Reichstag pour le Zentrum et le Parti populaire bavarois (BVP).

## Biographie
Après le lycée à Dillingen (de), il étudie la théologie à Munich de 1886 à 1890. Ordonné prêtre en 1890, il travaille comme aumônier à Pfronten et Mittelberg près de Kempten . De 1892 à 1896, il a un bénéfice à Illertissen. De 1896 à 1902, Hebel est prêtre à Dietershofen bei Illertissen et de 1902 à 1918 à Wiedergeltingen près de Mindelheim, où il est nommé doyen. D'octobre 1918 jusqu'à sa mort, il est la capitulaire (de) de la cathédrale d'Augsbourg.

## Fonctions politiques et associatives
Lever est actif dès le début dans l'amélioration des conditions agricoles dans ses communautés et occupe de nombreux postes honorifiques dans des associations agricoles. Son travail en tant que secrétaire et secrétaire de l'Association des agriculteurs chrétiens souabes de 1898 à 1918 est particulièrement important. De plus, le prêtre gagne en notoriété grâce aux publications agricoles. Politiquement, il est impliqué dans le Zentrum, qu'il dirige temporairement en tant que président de la circonscription de Souabe. En raison de son implication dans l'agriculture, il est élu à la chambre des députés de Bavière (de) en tant que candidat de Zentrum en 1899, à laquelle il appartient jusqu'en 1907, et en 1903 député du Reichstag dans la circonscription d'Illertissen-Memmingen-Neu-Ulm (Souabe 4) jusqu'en 1918. Il est également élu à l'Assemblée nationale de Weimar sur la liste du Zentrum dans la nouvelle 24e circonscription, qui comprend les districts de Haute-Bavière et de Souabe. Après la révolution de 1918, l'association régionale bavaroise se détache du Zentrum et devient indépendante en tant que Parti populaire bavarois. Hebel démissionne de son siège à l'Assemblée nationale le 24 février 1920 pour protester contre la décision de l'assemblée d'État du BVP de dissoudre l'alliance de travail avec le Zentrum.